# Raúl Dos Santos
Raúl Ricardo Dos Santos González (Montevideo, 19 de abril de 1967-4 de julio de 2024), apodado el Loco, fue un futbolista uruguayo que jugó como delantero.

## Historial

### Como jugador
Militó en los siguientes clubes: Basáñez (1987-1990), Defensor Sporting (1991-1992, 1996), Progreso (1998) y Cerrito (1999), de Uruguay; Albacete (1993-1995) y Villarreal (1995-1996), de España, y Bolívar (1997) de Bolivia.
Internacionalmente, jugó dos partidos amistosos con la selección nacional de Uruguay, en la década del 90.

### Como entrenador
Dirigió a Cerrito en 2000 y en 2002. En 2009 dirigió al Perry Sexta Universitario (Liga Universitaria de Uruguay), con el que consiguió el ascenso a la divisional «F»; se retiró del club a mediados del 2010, regresando un año más tarde, en julio de 2011.
Entrenó a la categoría Pre-Senior del Perry Sexta, con el cual obtuvo dos ascensos en el 2011 y 2012, llevando por primera vez a dicho cuadro a la divisional A.

## Muerte
Falleció el 4 de julio de 2024, como consecuencia de un cáncer de páncreas. Sufría también de una afección cardíaca.